# Chlamydopsis pygidialis
Chlamydopsis pygidialis är en skalbaggsart som beskrevs av Blackburn 1900. Chlamydopsis pygidialis ingår i släktet Chlamydopsis och familjen stumpbaggar. Inga underarter finns listade i Catalogue of Life.